# Planetary Annihilation
Planetary Annihilation — відеогра, стратегія в реальному часі, розроблена Uber Entertainment, в складі якої працювали творці ігор Total Annihilation та Supreme Commander. Від цих же ігор Planetary Annihilation перейняла багато ідей. Реліз відбувся 5 вересня 2014. Гра частково перекладена українською.

## Ігровий процес
Полем битви служать планетні системи, якими війська переміщуються транспортними космічними кораблями або через телепорти. Існує кілька видів планет з різними природними умовами. В спеціальному вбудованому редакторі гравець може створити власну планетну систему і настроїти кожну її планету.
Гра починається з висадки на планету Командира — юніта, що створює будівлі і є втіленням гравця. При втраті командира відбувається поразка. Командири можуть будувати споруди першого рівня, в тому числі заводи, на яких створюються Конструктори з ширшими можливостями будівництва. Крім того Командир генерує невелику кількість металу та енергії. Існує багато різновидів Командирів, але різниця зазвичай тільки зовнішня. Однією з особливостей Planetary Annihilation є відсутність різних протиборчих сторін, і гравцеві і противнику доступні ті самі війська та можливості.
На будівництво споруд і юнітів витрачаються ресурси: метал і енергія. Метал добувається з родовищ металу, розташованих на суші або в воді. Енергія отримується з генераторів або сонячних електростанцій.
Споруди поділяються на ресурсодобувні (екстрактори металу, енергостанції, сховища), спостережні (радари), оборонні, військові заводи, і орбітальні споруди. Орбітальні структури мають різне призначення, від орбітальних бойових платформ до добувачів ресурсів з газових планет.
Невеликі планети можна перетворити в зброю. Так на астероїди встановлюються двигуни, що дозволяє змінювати їхні орбіти і скидати на планети. Металічні планети, при побудові на них Каталізаторів, стають базами для надпотужних лазерів, здатних знищувати інші небесні тіла.

## Галактична війна
Режим «Галактичної війни» (англ. Galactic War) є аналогом режиму кампанії в інших стратегіях реального часу. Але в Planetary Annihilation він не має сюжету і генерується випадково для кожної нової «Галактичної війни». На початку гравець обирає кількість доступних планет, складність і одну з фракцій. Потім він переміщується між планетами, бореться з противниками і знаходить нові технологій. Кінцевою метою є вистежити лідерів ворожих фракцій і знищити їх.

## Розробка
Замість того, щоб шукати фінансування інвесторів, Uber Entertainment, вирішили використати краудфандинг через Kickstarter для фінансування проєкту. Вже на п'ятий день кампанії було зібрано $ 450 000. На п'ятнадцятий день кампанії Kickstarter Uber Entertainment зібрали потрібні $ 900 000. Впродовж кампанії зі збору коштів виставлялися додаткові можливості, які будуть втілені при зборі певних сум: військово-морські підрозділи та водні планети при $ 1,1 млн, газові гіганти і орбітальні платформи при $ 1,3 млн, лавові і металеві планети при $ 1,5 млн, функція «Галактична війна» при $ 1,8 млн, повний оркестровий супровід при $ 2 млн, і опис розробки гри при досягненні $ 2,1 млн..
Графічний рушій для Total Annihilation був створений Джоном Мавором. Він також працював над Supreme Commander як ведучий програміст. За художній стиль гри відповідав Стів Томпсон, який раніше працював над Total Annihilation і Supreme Commander. Актор Джон Патрік Лоурі озвучував оповідача в тизерах про Planetary Annihilation.

## Доповнення
Planetary Annihilation: TITANS — самостійне доповнення, випущене 18 серпня 2015 року. Воно додає клас надважкої техніки «Титани» (5 типів), нові війська, споруди (16 типів) і багаторівневі ландшафти планет.